# Super High Roller Bowl VIII

Logo des Super High Roller Bowl

Der Super High Roller Bowl VIII war die 16. Austragung dieses Pokerturniers und wurde von Poker Central veranstaltet. Die römische Zahl im Titel stand für die achte Austragung im PokerGO Studio im Aria Resort & Casino in Paradise am Las Vegas Strip. Er wurde vom 28. bis 30. September 2023 ausgespielt und war mit seinem Buy-in von 300.000 US-Dollar eines der teuersten Pokerturniere des Jahres 2023.

## Struktur

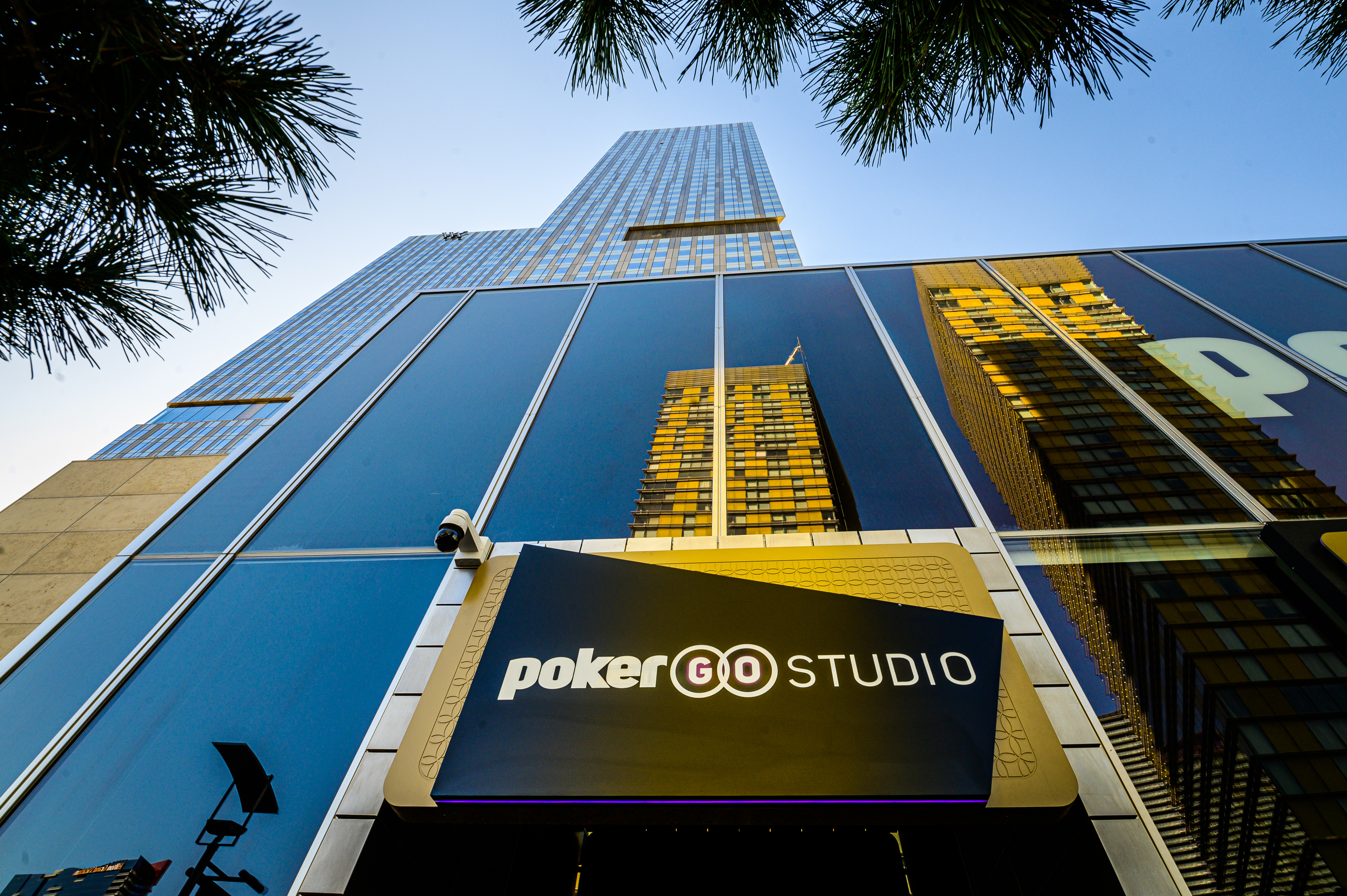
Das PokerGO Studio im Aria Resort & Casino (2019)

Das Turnier in der Variante No Limit Hold’em wurde vom 28. bis 30. September 2023 gespielt. Das Buy-in betrug, wie üblich bei diesem Event, 300.000 US-Dollar. Das Turnier war Teil der PokerGO Tour, die über das Kalenderjahr 2023 läuft. Alle drei Turniertage wurden live und kostenlos auf dem YouTube-Kanal von PokerGO übertragen.

## Teilnehmer
Die 20 Teilnehmer lauteten:
- Justin Bonomo
- Chris Brewer
- Stephen Chidwick
- Seth Davies
- Alex Foxen
- Kristen Foxen
- Isaac Haxton
- Jonathan Jaffe
- Paul Jager
- Cary Katz
- Bryn Kenney
- Örpen Kısacıkoğlu
- Bill Klein
- Jason Koon
- Andrew Lichtenberger
- Adrián Mateos
- Daniel Negreanu
- Nick Petrangelo
- Talal Shakerchi
- Dan Smith

## Ergebnisse

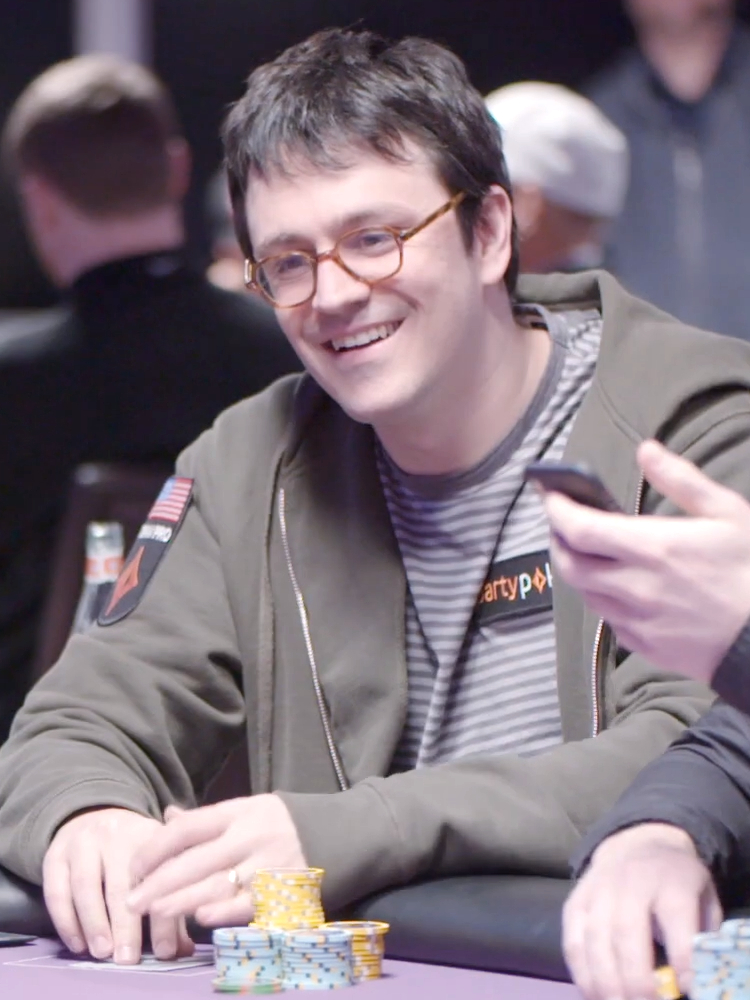
Isaac Haxton (2018)

Alle Spieler starteten mit einem Stack von 300.000 Chips. Den ersten Turniertag beendete Nick Petrangelo mit knapp 900.000 Chips als Führender der verbliebenen 12 Spieler. An Tag 2 übernahm Isaac Haxton den Chiplead und beendete den Tag mit über 3 Millionen Chips und damit mehr als der Hälfte aller im Spiel befindlichen Chips als Führender der letzten 6 Teilnehmer. Am Finaltisch eliminierte Andrew Lichtenberger vier Spieler und spielte anschließend ein vierstündiges Heads-Up gegen Haxton. Die Vorentscheidung fiel, als bei einem Flop von 3♠ 3♦ 2♠ alle Chips in die Mitte gingen: Lichtenberger hielt K♦ K♣ und unterlag damit gegen Haxtons A♠ 7♠, da sich dessen Hand am Turn zu einem Flush verbessern konnte. Zwei Hände später sicherte sich Haxton seinen zweiten Titel beim Super High Roller Bowl und erhielt den Hauptpreis von 2,76 Millionen US-Dollar sowie 550 Punkte für das Leaderboard der PokerGO Tour.
| Platz | Herkunft               | Spieler              | Preisgeld (in $) |
| ----- | ---------------------- | -------------------- | ---------------- |
| 1     | Vereinigte Staaten     | Isaac Haxton         | 2.760.000        |
| 2     | Vereinigte Staaten     | Andrew Lichtenberger | 1.680.000        |
| 3     | Vereinigtes Konigreich | Stephen Chidwick     | 0.960.000        |
| 4     | Vereinigte Staaten     | Jason Koon           | 0.600.000        |